# Ski de fond aux Jeux olympiques de 1928
Navigation
Chamonix 1924 Lake Placid 1932
Les épreuves de ski de fond aux Jeux olympiques d'hiver de 1928 se déroulent les 14 et 17 février 1928 à Saint-Moritz en Suisse. Battus techniquement par les Suédois sur l'épreuve du 50 km, les Norvégiens dominent le 18 km en réalisant le triplé. Les deux champions olympiques des épreuves de ski de fond des Jeux de 1928 sont Per Erik Hedlund et Johan Grøttumsbråten.

## Déroulement des épreuves
Le dégel joue un rôle important dans l'épreuve du 50 km des Jeux olympiques d'hiver de 1928. Sur une neige particulièrement lourde, les Norvégiens, favoris de l'épreuve, sont devancés par les Suédois qui réalisent le triplé. Les Norvégiens ont réalisé un mauvais choix au niveau de leur fart et sont ralentis par la neige qui s'entassent sur leurs skis. Au contraire, les Suédois amassent moins de neige que leurs concurrents, ce qui les avantagent grandement. Partis en course en fin d'épreuve, les Norvégiens sont également désavantagés par le dégel. Les conditions de course difficiles entraînent de nombreux abandons, notamment les quatre Français engagés : André Médy et Jean Tournier après 10 kilomètres puis Evariste Prat et Henri Milan vers le 40e kilomètre. Les Suédois ont également bénéficié d'une préparation de qualité notamment dispensé par Gunnar Dyhlén.
Sur 18 km, avec des conditions météo normales, le Norvégien Johan Grøttumsbråten signe une belle revanche en remportant l'épreuve devant deux autres Norvégiens,. Plus rapides, les Norvégiens complètent le podium avec Ole Hegge et Reidar Ødegaard.

## Podiums
| Épreuves     | Or                   | Argent         | Bronze           |
| 18 km Hommes | Johan Grøttumsbråten | Ole Hegge      | Reidar Ødegaard  |
| 50 km Hommes | Per Erik Hedlund     | Gustaf Jonsson | Volger Andersson |

## Tableau des médailles
| Rang | Nations |   |   |   | Total |
| ---- | ------- | - | - | - | ----- |
| 1er  | Suède   | 1 | 1 | 1 | 3     |
| 1er  | Norvège | 1 | 1 | 1 | 3     |